# Хельме, Хелле-Мооника
Хелле-Мооника Хельме (Helle-Moonika Helme) (девичья фамилия Рауба, по первому мужу Томинг) — эстонский политик, член XIV и XV Рийгикогу.
Родилась 8 июля 1966 года в Вастселийне, Вырумаа.
Окончила Тартускую среднюю школу № 8 им. Иоганнеса Семпера (1984), Таллиннское музыкальное училище имени Георга Отса (1992), Эстонскую академию музыки и театра по специальности классический вокал (1998) и курсы экономического учета Тартуского технологического университета (1999). В 2010 году получила степень магистра искусств.
В 1984—1985 гг. работала в Тартуском ремонтно-строительном управлении.
В 1992—1995 гг. пела в оперном хоре Оперного фестиваля в Савонлинне, выступала в качестве солистки в различных музыкальных коллективах.
С 1995 по 1999 год жила в Москве, жена чрезвычайного и полномочного посла Эстонии в РФ Марта Хельме. После возвращения в Таллин продолжила музыкальную деятельность.
С 2000 по 2013 год не работала, ухаживала за родственником-инвалидом. С 2001 по 2018 г. член правления фирмы OÜ Suure-Lähtru Mõis. В 2011—2014 гг. музыкальный педагог интеграционного проекта Pille Lille Muusikute Fond (PLMF). В 2010—2016 гг. писала статьи для журналов «Eesti Naine» и «Muusika».
В 2012 году вступила в основанную её мужем Консервативную народную партию Эстонии. В 2017—2023 депутат Таллинского городского собрания.
На выборах 2019 года избрана в XIV Рийгикогу (избирательный округ Хийумаа, Ляэнемаа и Сааремаа), заместитель председателя фракции. Переизбрана в 2023 году.

## Семья
Второй муж — Март Хельме, политический деятель. У них двое детей: дочь Анна-Мартина (13.10.2004) и сын Марк-Александер (11.04.2000). От первого мужа сын Аап Томинг.